# Xysticus pseudoluctuosus
Xysticus pseudoluctuosus is een spinnensoort uit de familie van de krabspinnen (Thomisidae).
De wetenschappelijke naam van de soort werd in 1995 gepubliceerd door Joeri Michailovitsj Maroesik en Dmitri Viktorovich Logunov.